# Oncocnemis youngi
Oncocnemis youngi là một loài bướm đêm trong họ Noctuidae.